# Weltpostkongress 1874
Die Konstituierende Sitzung des Weltpostvereins, damals noch als „allgemeiner Postverein“ bezeichnet, fand zwischen dem 15. September und 9. Oktober 1874 in Bern statt und ist damit der erste Weltpostkongress. Unter dem Vorsitz von Bundesrat Eugène Borel, dem damaligen Vorsteher des Eidgenössischen Post- und Eisenbahndepartements, trafen sich die Abgeordneten von 22 Staaten.
Im festlich geschmückten Saal im Rathaus zum Äusseren Stand berieten die Bevollmächtigten der 22 Länder (eigentlich waren es nur 21 Länder, da Österreich-Ungarn damals ein Land war) über den ausgearbeiteten Vertragsentwurf über die Einrichtung eines allgemeinen Postvereins des deutschen Generalpostdirektors Heinrich von Stephan. Am 9. Oktober 1874 wurde der Weltpostvertrag ratifiziert und trat am 1. Juli 1875 in Kraft. Damit zählt er zu den ältesten Internationalen Organisationen, nur die Zentralkommission für die Rheinschifffahrt von 1815 und die Internationale Fernmeldeunion von 1865 sind älter.

## Teilnehmerländer und Delegierte
Am Kongress nahmen offiziell 42 Delegierte aus 21 Ländern teil:

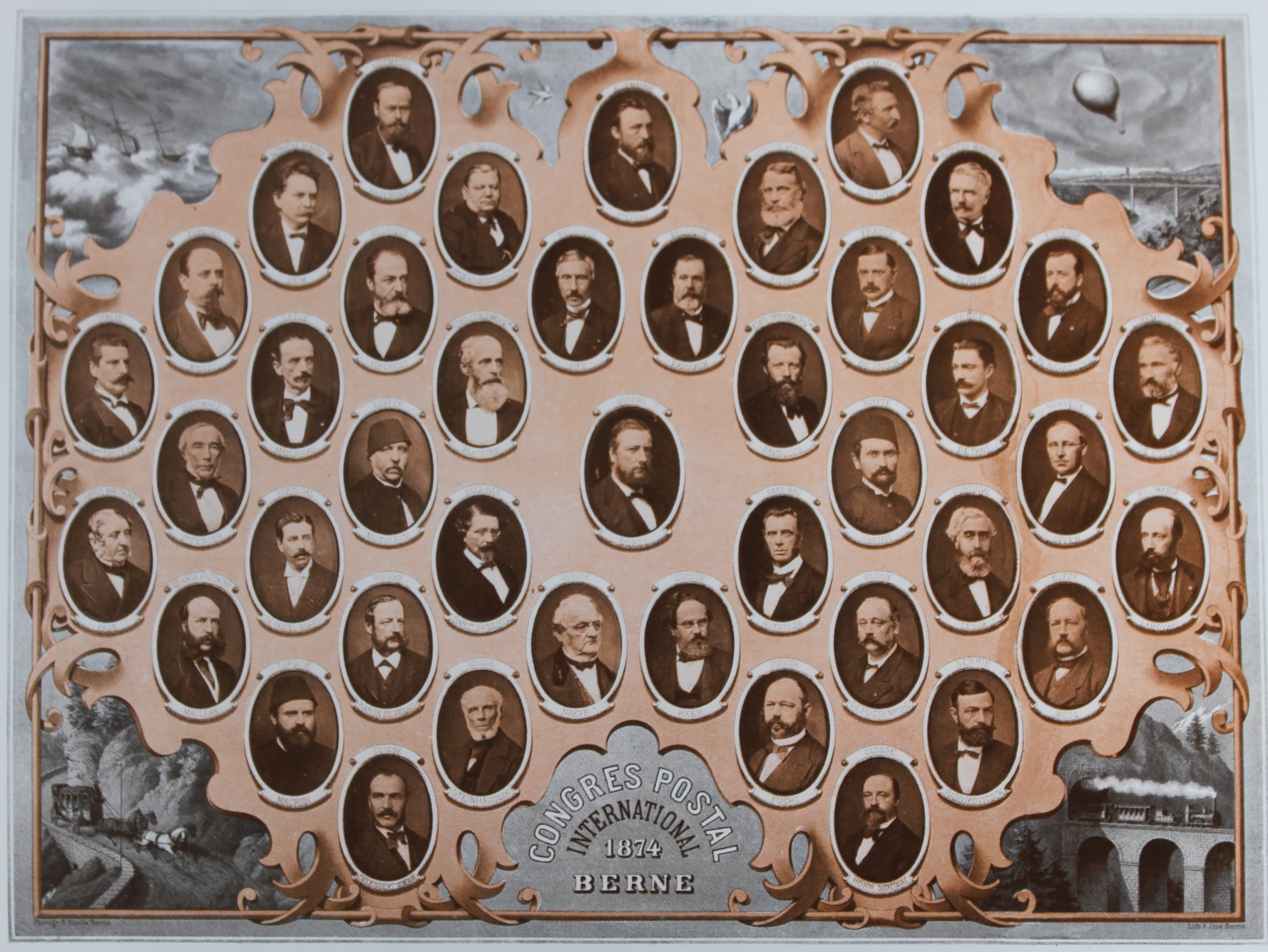
Die 42 Teilnehmer des Kongresses; das Land ist am oberen Rande, der Nachname am unteren Rande des jeweiligen Ovals angegeben (im Zentrum: Eugène Borel). Dekorativ im Uhrzeigersinn sind die damaligen Posttransportmittel (Schiff, Brieftaube, Ballon, Kutsche und Zug) verwendet.

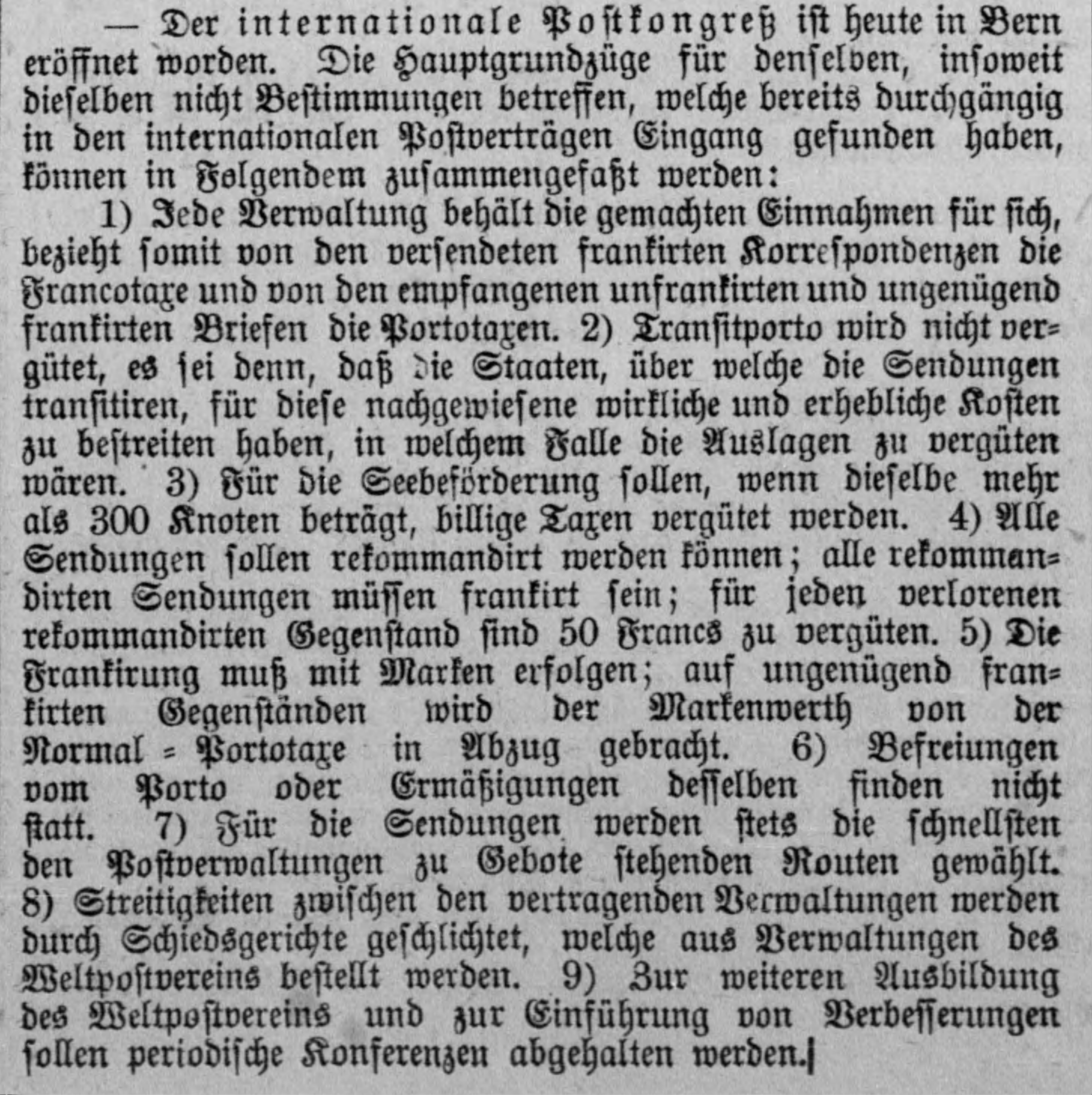
Gründungskongress im Deutschen Reichsanzeiger

1. Ägypten (Dynastie des Muhammad Ali): Muzzi Bey und Chioffi
2. Belgien: Vinchent, J. Gife und M. Fassiaux
3. Dänemark: Dr. Fenger
4. Deutsches Reich: Heinrich von Stephan, Karl Johann Wilhelm Günther als Delegierte und Robert Julius Hagemann als Beigeordneter
5. Königreich Griechenland: A. Mansolas und A. H. Bétant
6. Königreich Italien (1861–1946): Com.dr Tantesio
7. Luxemburg: V. De Roebe
8. Niederlande: Baron B. Sweerts de Landas Wyborgh; Hofstede
9. Norwegen: C. Oppen
10. Österreich-Ungarn: Wilhelm Freiherr von Kolbensteiner, Franz Pilhal, P. Heim und M. Gervay
11. Portugal: De Castel-Branco und Eduardo Lessa
12. Königreich Rumänien: George F. Lavovari
13. Russisches Kaiserreich: Baron de Velho und Georges Poggenpohl
14. Schweden: Adolf Wilhelm Roos
15. Schweiz: Wilhelm Matthias Naeff, Eugène Borel, Joachim Heer (Landammann des Kanton Glarus). Als beigeordnete Beamte nahmen Oberpostsektretär Abraham Alexander Steinhäuslin und L. M. Fuchs, Oberpostkontrolleuer in Bern, an den Verhandlungen teil. Als Sekretäre des Kongresses waren Edmund Höhn (1838–1899), damals Chef der Hauptabteilung der Oberpostdirektion, und Camille Delessert (1835–1919), Kreispostkontrolleur von 1877 bis 1919 Kreispostdirektor in Lausanne, tätig.[3]
16. Königreich Serbien: Mladen Z. Radojkovitsch
17. Spanien: Angel Mansi und Emilio C. de Navasques
18. Osmanisches Reich (Türkei): Yanco Macridi
19. Vereinigtes Königreich: W. J. Page und Mac Lean
20. Vereinigte Staaten von Amerika: Joseph H. Blackfan und Rambusch
21. Frankreich: Besnier (Frankreich war beim Gründungskongress vertreten, konnte aber erst nach Zustimmung der Nationalversammlung zum 1. Januar 1876 beitreten).

## Beschlüsse
Neben dem Hauptbeschluss, einen allgemeinen Postverein zu gründen, wurden die internationale Zusammenarbeit der Postbehörden sowie die Rahmenbedingungen des grenzüberschreitenden Postverkehrs geregelt. Als Hauptsitz des Weltpostvereins wurde Bern, mit dem ebenfalls neu geschaffenen Internationalen Büro, gewählt.
Im postalischen Bereich wurden für Briefe, Postkarten, Drucksachen und Zeitungen Regelungen getroffen. Die Verwendung von Postwertzeichen des Aufgabelandes war vorgeschrieben, unfrankierte Sendungen wurden mit doppelter Gebühr belegt. Die Transitgebühr wurde verringert. So war der Kongress ein Werk der Verständigung, das in die Zukunft weisen sollte. Der Gedanke des öffentlichen Nutzens eines verbilligten Verkehrs ohne ängstliche Souveränitätsansprüche der Einzelstaaten hatte sich durchgesetzt.